# Özge Özpirinçci
Pour les articles homonymes, voir Özge.
Özge Özpirinçci est une actrice turque, née le 1er avril 1986 à Istanbul.

## Biographie

### Jeunesse
Özge Özpirinçci naît le 1er avril 1986 à Istanbul. Sa famille vient de Diyarbakır, où la minorité kurde vit surpeuplée.

### Carrière
En 2008, Özge Özpirinçci commence sa carrière d'actrice à la télévision, où elle apparaît dans trois épisodes de la série télévisée Cesaretin Var Mı Aşka, avec l'acteur Engin Altan Düzyatan.
En 2010, après le long métrage Vali de Çağatay Tosun, elle se révèle au grand écran dans le rôle de Fikriye Hanım, ayant un lien parenté avec Mustafa Kemal Atatürk, fondateur et premier président de Turquie, dans le film biographique Veda de Zülfü Livaneli, adapté des mémoires du politicien truc Salih Bozok.
En 2011, aux côtés d'Engin Altan Düzyatan et Çağatay Ulusoy, elle se lance dans le film d'action romantique Anadolu Kartalları d'Ömer Vargı.
En 2022, avec Kıvanç Tatlıtuğ, elle s'enferme plusieurs jours dans le sous-marin de la série de science-fiction post-apocalyptique Yakamoz S-245, série dérivée de la série belge Into the Night.

### Vie privée
Le 2 avril 2013, Özge Özpirinçci se fiance à l'acteur turc Engin Altan Düzyatan, ils se séparent d'une décision mutuelle dans la même année.
En 2014, il est en couple avec l'acteur turc, Burak Yamantürk (tr), avec qui elle a une fille, Mercan. En 2021, ils se marient.

## Filmographie

### Cinéma

#### Longs métrages
- 2009 : Vali de Çağatay Tosun : Melek
- 2010 : Veda de Zülfü Livaneli : Fikriye Hanım
- 2011 : Anadolu Kartalları d'Ömer Vargı : Ayşe Dinçer
- 2014 : Karışık Kaset de Tunç Sahin : İrem
- 2017 : Acı Tatlı Ekşi d'Andaç Haznedaroğlu : Duygu
- 2020 : Biz Böyleyiz de Caner Özyurtlu : Efsun
- 2020 : Karakomik Filmler 2 de Cem Yılmaz : Nazan

#### Courts métrages
- 2013 : Kayıp de Mete Sezer : une femme
- 2018 : Dissociative Özge Disorder de Ragıp Ergün : Özge

### Télévision

#### Séries télévisées
- 2008 : Cesaretin Var Mı Aşka : Ebru Karataş (3 épisodes)
- 2008-2009 : Kavak Yelleri : Ada (6 épisodes)
- 2009 : Melekler Korusun : İpek Taşkır Üstündağ (saison 1, épisode 1)
- 2010-2011 : Deli Saraylı : Dilruba (non précisé)
- 2011-2012 : Al Yazmalım : Asiye (37 épisodes)
- 2012 : Ağır Roman Yeni Dünya : Zehir Ahu (10 épisodes)
- 2013 : Aramızda Kalsın : Görkem (saison 1, épisode 1 : 15.39)
- 2013-2014 : Tatar Ramazan : Alin Terziyan (2 épisodes)
- 2015-2016 : Aşk Yeniden : Zeynep Taşkın Şekercizade (59 épisodes)
- 2017 : Fi : Sıla (5 épisodes)
- 2017-2020 : Kadın : Bahar Çeşmeli (81 épisodes)
- 2019 : Mucize Doktor : Bahar Çeşmeli (non précisé)
- 2021 : İlk ve Son : Deniz (8 épisodes)
- depuis 2022 : Yakamoz S-245 : Defne (7 épisodes)
- 2024: Sandık Kokusu : Bora